# Andrew Esiebo
Andrew Esiebo (* 1978 Lagos, Nigérie) je nigerijský fotožurnalista. Zabývá se osobními projekty a úkoly především v Nigérii a západní Africe, v níž se Nigérie nachází. Za svou práci v oboru získal mezinárodní uznání.
Svou kariéru začal jako fotograf na volné noze a jeho práce se týká problémy s rapidním rozvojem v zastavěných oblastí na území Nigérie a taktéž různých socioekonomických problémů spojených s různými tématy, jako je sexualita, genderová politika, fotbal, populární kultura a imigrace. Po čase se jeho práce s fotografováním vyvinula i za limity fotografie následně začal experimentovat a pracovat s videem a multimédii.

## Životopis
Esiebo se narodil v Lagosu v Nigérii. V roce 2000 dostal fotoaparát jako dárek od svého přítele Jose Maria. Učil se fotografovat se svým fotoaparátem, se kterým začal postupně získávat zkušenosti. Začal se věnovat fotografování svého okolí a jeho hlavní záměr byl pořizovat fotografie rychlého rozvoje měst v Nigérii s a její okolí. Poté zahájil internetovou korespondenci s americkým fotografem Paulem Udstrandem, který mu dal své první sady fotografických knih, ze kterých si začal dále rozvíjet a upevňovat své znalosti o fotografování. Esiebo si také vyzkoušel pořizovat černobílé fotografie se svým strýcem Josephem Esiebem, který je aktivním komerčním fotografem v největším městě Nigérie Ibadanu. Eseibo svému strýci asistoval při zpracování černobílých snímků v temné komoře.

## Kariéra
Esiebo žije a pracuje především v Ibadanu v Nigérii kde pomáhal svému strýci se zpracováním snímků. Eseibovi se podařilo jeho kariéru rozšířit i za hranice své rodné země a to do západní Afriky a získal si mezinárodní pozornost. Nyní je členem tiskové agentury Participating Artist Press Agency a jeho práce o nigerijské krajině a kultuře jsou široce prezentovány v Lagos Lab a Migrationpapa. Je iniciátorem a spoluorganizátorem „Moje oko, můj svět“ (v anglickém originále: "My Eye, My World"), participativní fotografické dílny pro sociálně vyloučené děti v Nigérii.
V současné době (2020) je Esiebo fotografem na volné noze pro lokální organizace i v zahraničí, včetně časopisu Photoblogs Magazine; časopisu USA Voiceworks, Austrálie; Globální zpráva OSN o lidských sídlech, Laia Libros; Španělsko, Evropská tisková agentura; Západní Afrika a Time Out Nigeria. Je zakládajícím členem nigerijského fotožurnalistického kolektivu Black Box, Nigérie. Kolektiv tvoří fotografové různého věku a vzdělání po celé Africe, jehož členové se věnovali mnoha uměleckým aktivitám, ať už individuálně nebo ve spolupráci se skupinami. Esiebo je součástí Progress of Love, projektu spolupráce mezi Menil Collection, Houston; Centrum současného umění, Lagos; a Pulitzer Arts Foundation, St. Louis.
Esiebo také nechal své fotografie publikovat v knihách, časopisech a webových stránkách, jako je The Guardian, Marie Claire Italia, Time Out Nigeria, Mail & Guardian online, Laia Books, Geo-Lino, KIT a časopis Arise o africkém stylu.

## Rezidence
Esiebo absolvoval řadu uměleckých rezidencí včetně 5. měsíčního pobytu v Paříži v rámci Cultures France's Visa Pour Creation, 3. měsíčního pobytu v Gasworks v Londýně v rámci programu Africa Beyond a 3. měsíčního pobytu na Gyeonggi Creation Center v Jižní Koreji prosinci 2011.
V roce 2008 Esiebo zorganizoval výstavu Eyes from South to West (česky Očima z Jihu k Západu), která byla součástí rezidenčního pobytu v Londýně iniciovaného Africa Beyond ve spolupráci s Gasworks International Residency Programme ve spolupráci s The Photographers' Gallery. Výstava zkoumala zkušenosti jednotlivců a jejich rodin, kteří migrovali z Nigérie do Evropy prostřednictvím fotografií a audio rozhovorů. Výstava se snažila poodhalit napětí, problémy a starosti ze snu o začátku nového života v zahraničí a s tím spojenou realitu která ne nutně odpovídala představám. Projekt si staví na Esiebově přístupu k dokumentární fotografii, který se zaměřuje na budování vztahů a důvěry s cílem vytvořit skutečné zapojení se svým okolím.

## Ocenění
V roce 2007 získal Esiebo cenu Cultures France (nyní Institut Français) Visa pour la Creation Award a začal objevovat další cesty fotožurnalistiky se svým prvním videem a multimediálním dílem s názvem „Living Queer African“ (Česky: Život queer Afričana), které vyzdvihuje život mladého gaye Kamerunce žijícího v Paříži.
V roce 2011 Eseibo také vyhrál cenu za uměleckou tvorbu za rok 2011 od Musee du Quai Branly v Paříži. Ocenění využil k tomu, aby se pustil do fotografického průzkumu s názvem Pride, který dokumentoval fenomén pánského kadeřnictví v zemích západní Afriky: Nigérie, Benin, Ghana, Pobřeží slonoviny, Libérie, Mali, Senegal a Mauretánie. Esiebo zkoumá profesi kadeřníka, protože vlasové styly a techniky významně přispívají k budování individuální a kolektivní identity v západní Africe. Esiebo zkoumá roli, kterou hrají kadeřnické salony v sociální mobilitě, a způsob, jakým toto odvětví funguje jako bod konvergence mezi lidmi ze všech prostředí.

## Mezinárodní výstavy
V listopadu 2006 byly Esiebovy práce o kultuře a přírodním dědictví Nigérie publikovány v Laia Libros, Barcelona, Španělsko ve spolupráci s UNESCO s názvem Lagos: Život jde dál a byly také uvedeny na výstavě v Sýrii s názvem Setkání na Blízkém východě.
Autor byl také oceněn na Noorderlicht Photography Festival. Jeho fotografie byly vystaveny jako součást Acts of Faith na festivalu v roce 2007.
V roce 2009 Esiebo vystupoval jako hostující přednášející na Chobi Mela V Photo Festival v Bangladéši.
V roce 2010 byl Esiebo vybrán do projektu World Press Photography Dream 16 novinářů, kteří měli poskytnout alternativní příběhy k mistrovství světa v Jižní Africe. Jeho kolekce „Alter Gogo“ zaujala odlišný přístup ke globálnímu fenoménu mistrovství světa ve fotbale v Jihoafrické republice roku 2010. Při návštěvě chudinské čtvrti poblíž Johannesburgu, Orange Fam, potkal fotbalový tým složený z babiček: Gogo Getters. Jeho série stavěla vedle sebe obrazy starších žen v jejich domě s jejich vnoučaty, které kontrastovaly s obrazy, na nichž jsou v jejich fotbalovém oblečení na domácím hřišti. Tato série je v rozporu se snímky starších Jihoafričanů, protože přímo zpochybňuje představy o sportu a volném čase jako o tom, že patří pouze mladé generaci, a vkládá smysl pro svobodu jednání do žen, které jsou příliš často přehlíženy i ve sportovní komunitě. Esiebova práce byla s Alter Gogo proto poprvé vystavena ve Francii na Photoquai 2011. Tato výstava byla také k vidění na 11. havanském bienále na [Kubě].
V roce 2011 byla autorova práce vystavena s názvem „Sharon Stone of Abuja“, v Location One Gallery v New Yorku. Tato výstava se snažila prozkoumat a znovu si představit „Nollywood“ – tj. nigerijský videofilmový průmysl. Nollywood se poprvé objevil téměř před 20 lety a rychle se rozrostl na třetí největší filmový průmysl na světě po Hollywoodu a Bollywoodu. Sharon Stone in Abuja – pojmenovaná po slavném nollywoodském filmu – byla pokusem odhalit psychodrama nigerijského života a vizuální poctou emocionální a psychologické krajině Afriky.
V roce 2012 Esiebo produkoval sérii o olympijských hrách 2012 v Londýně s názvem The Games: Inspiring Images, Lens on Twelve, London. Lens on Twelve byla výstava, která se snažila posunout těžiště olympijských her na druhou stranu akce, na umělce jiných národností. Umělci byli požádáni, aby se zamysleli nad tím, jak se cítí z celosvětové události, v jediném fotografickém díle. Za tímto účelem Esiebo pořídil Světovou fotbalovou sérii. Esiebo diskutoval o tom, že fotbal je v Nigérii víc než jen hra: je to místo, které spojuje lidi bez ohledu na jejich socioekonomický status. Tato série ukazuje, že hra není omezena na stadiony a formální zápasy v Nigérii, ale odehrává se na plážích, veřejných prostranstvích atd.
V srpnu 2015 byl Esiebo uveden na oficiálním účtu Instagramu za svou vynikající práci. Příspěvek, který citoval Esieba, když mluvil o jeho začátcích jako fotograf s problémy v Lagosu v Nigérii, řekl: „Tenkrát jsem fotil svou filmovou kamerou, skenoval je a posílal Paulovi e-mail, aby získal zpětnou vazbu. A v určitém okamžiku mi posílal knihy s názvy o světle, vybavení fotoaparátu, fotografování a zpracování v temné komoře. Studoval jsem ty knihy s náboženským nadšením a získal sebedůvěru, že s fotoaparátem budu kreativnější a zručnější.“

## Nigerijský fotoseriál
Esiebo rozvinul svou kariéru dokumentováním krajiny a komunit Nigérie, z nichž si jako součást svého online portfolia vybral následující.
Zpráva pro pana prezidenta – tato série zachycuje nigerijskou federální vládu, která 1. ledna 2012 odstranila dotace na ceny benzínu. To vedlo k náhlému 160% zvýšení cen pohonných hmot, což vedlo k celonárodnímu protestu. Výsledkem bylo, že Nigerijci vyšli do ulic, aby demonstrovali proti cenám benzínu a dávali najevo své rozhořčení se státní správou v zemi. Esiebo vyzdvihl jednotlivé demonstranty a jejich vzkazy prezidentovi Nigérie.
Bůh je živý – jak byly náboženské prostory rozšířeny po celé zemi, tento soubor prací ukazuje, jak Nigerijci chválí Svatodušní a evangelické církve. Esiebo pokrývá velká shromáždění známá jako „křížové výpravy“, která se konají po celé zemi, na nichž se Nigerijci shromažďují, aby podnítili svou víru. Tato výstava byla součástí fotografického festivalu v Lagosu v říjnu 2010, prvního mezinárodního festivalu umění a fotografie, který se konal v Nigérii.
Femi Kuti and the Afrika Shrine (Femi Kuti a svatyně Afrika) – nastiňuje rušný noční život Lagosu: obchodní centrum Nigérie a nejlidnatější město v západní Africe. Pro diváka zvenčí se jeví jako město zločinu, dopravní zácpy a chudoby, Esiebo však popisuje město jako pulzující metropoli, zvláště zdůrazňuje místní noční klub Afrika Shrine.
Nigeria on my mind – „Nigérie v mé mysli“ je fotografická cesta Esibových cest po Nigérii. Během několika let, kdy pracoval jak na osobních projektech, tak na zakázkách pro cestovní průvodce a nevládní organizace, Esiebo rozsáhle fotografoval bohaté kulturní dědictví, etnickou rozmanitost a geografickou krásu Nigérie.
Soccer Worlds – pokračující série zabývající se přivlastňováním si fotbalu v nekonvenčním prostředí v Nigérii.
Nneka – fotografická série autora pro Soundcity Magazine s nigerijským hudebníkem Nnekou, jehož společensky uvědomělá hudba se střetává s R&B/hip-hopovou hudbou, která je v současné Africe tak populární.
Pool Betting – tato fotografická skupina dokumentuje trend sázení na fotbal, který byl kulturním importem britského vlivu 20. let 20. století, přesto se mezi starými muži v Nigérii stal populární činností.
Living Positive – zaměřený na život Thoko Ngubeni, černošské lesbičky s onemocněním HIV. V jednu chvíli byla na pokraji smrti, odmítnuta rodinou a přáteli, ale pak se jí podařilo změnit svůj život a využít veškerý svůj talent a zdroje k tomu, aby zlepšila život sobě i ostatním. Ngubeni je zakladatelkou ženské podpůrné skupiny s názvem Mafithobelae. Esiebo sleduje Ngubeni na cestě do jejího černošského městečka v Mpumalanga, kde organizuje veřejná setkání s cílem vzdělávat místní lidi o otázkách souvisejících s HIV a AIDS. Prostřednictvím fotografické série se Ngubeniho zkušenost života s HIV dostává do pozitivního světla, když vidíme její pokusy poskytnout přístup k testování a lékům ve své komunitě a pokusy bojovat proti stigmatu spojenému s virem.
Survival Games – vypráví příběh Sunny Omini, bývalé fotbalové hvězdy v Nigérii, jejíž slibnou kariéru přerušilo zranění. Esiebo dokumentuje jeho post-kariéru, nás provede cestou tohoto muže od fotbalového trenéra ke křesťanskému misionáři. Po letech se vrátil do hry a založil Signal Meteor Football Academy, základní tréninkovou akademii pro mladé muže ohrožené sociálním vyloučením. Dnes pracuje s přibližně 30 fotbalisty na tom, co nazývá „kostel na hřišti“, a pomáhá jim budovat lepší budoucnost prostřednictvím fotbalu.
Pouze pro členy – Lagos má jednu z nejživějších scén nočního života v Africe a 'Members Only' nabízí vzácný přístup k životu vyhazovače z nočního klubu Lagos. Po jednom vyhazovači od každodenního tříhodinového cvičení po noční směny nabízí Esiebo svěží a neochvějný pohled na život mimo nigerijské noční kluby.
Vuvuzela Journeys – Esiebo v této sérii fotografií odhaluje souvislosti mezi obrazem vuvuzely ve světě Jižní Afriky v roce 2010 a jejím spojením s církevními tradicemi 20. století, kde se předpokládalo, že má léčivé schopnosti. Esiebo staví vedle sebe fotografie z mistrovství světa 2010 s těmi, které se tradičně používají v kostele Shembe se sídlem v KwaZulu-Natal.

## Galerie

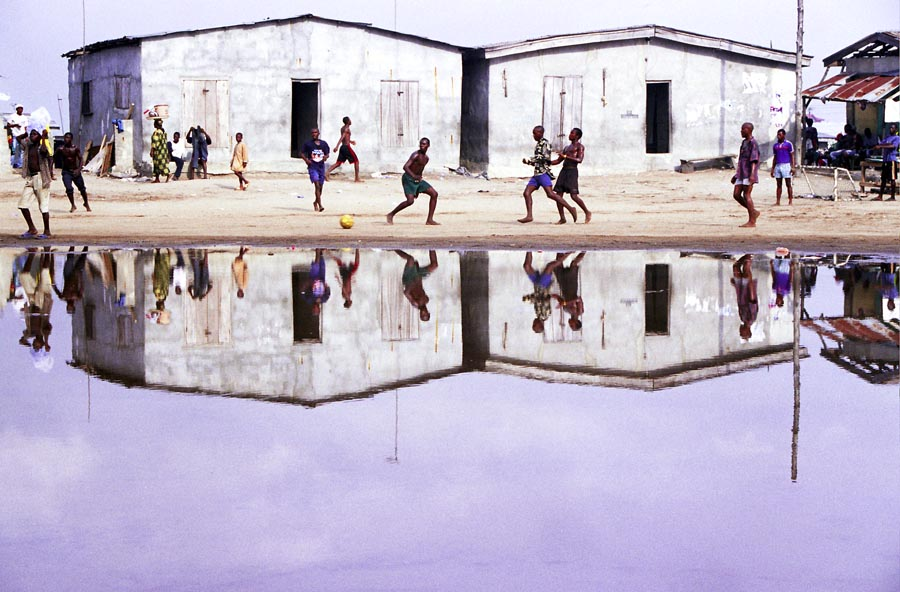
Informal Spaces
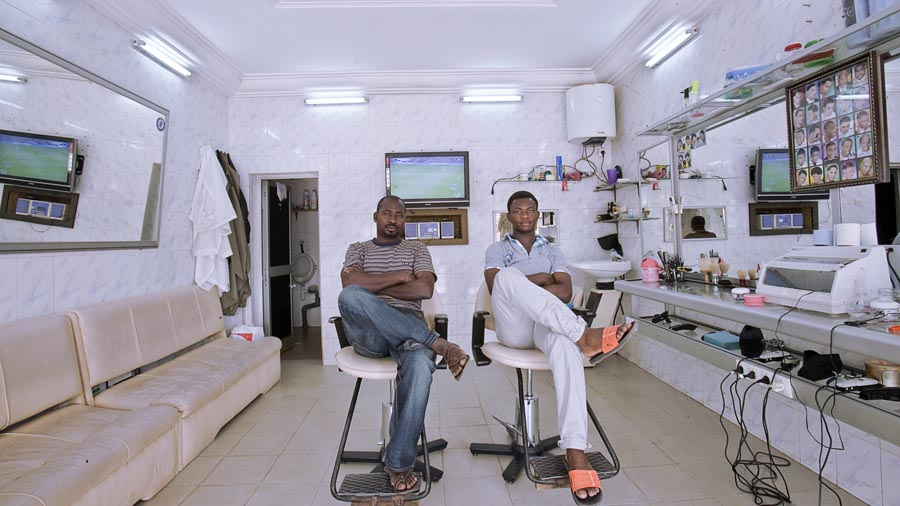
Snímek ze série PRIDE, která je projektem o holičství a mužských účesech v západní Africe
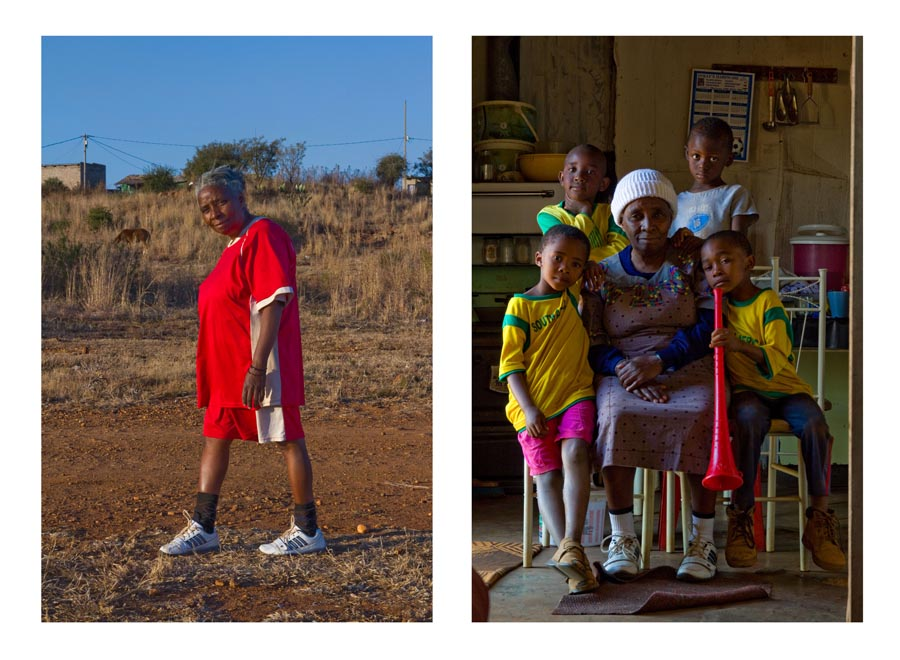
"Alter Gogo" je série diptychových portrétů se skupinou babiček, členkami fotbalového klubu Gogo Getters v Orange Farm v Jižní Africe. Fotbal je pro ně více než rekreační aktivita; má také hluboký sociální a fyzický dopad na jejich životy
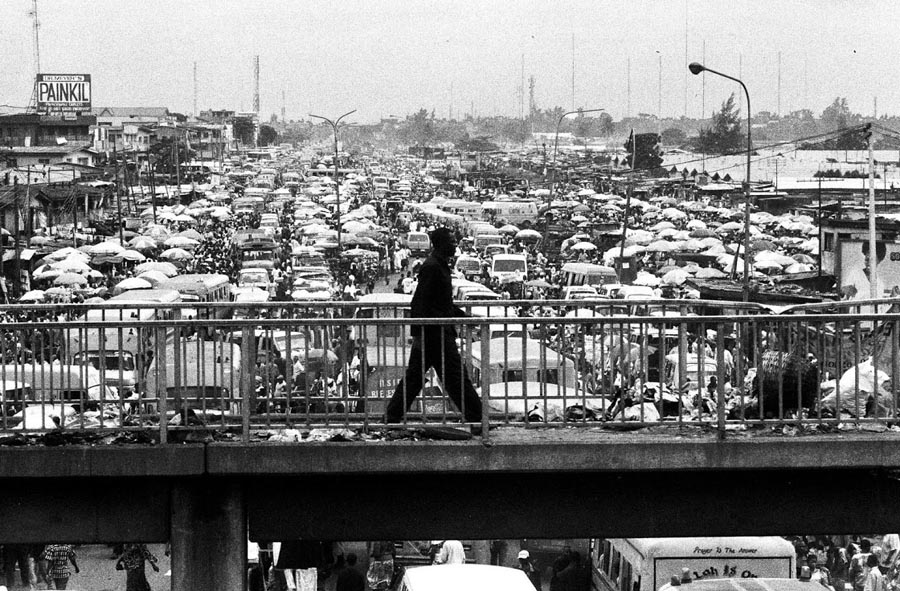
Série fotografií, která dokumentuje město Lagos
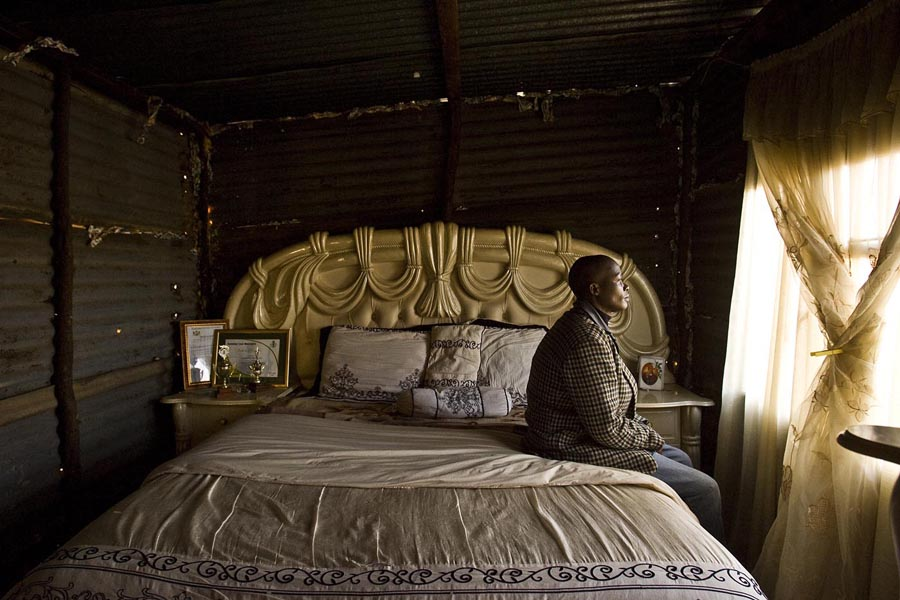
Série, která sleduje černošskou lesbičku s nemocí HIV Thoko Ngubeni v jejím boji proti všem druhům diskriminace a stigmatizace
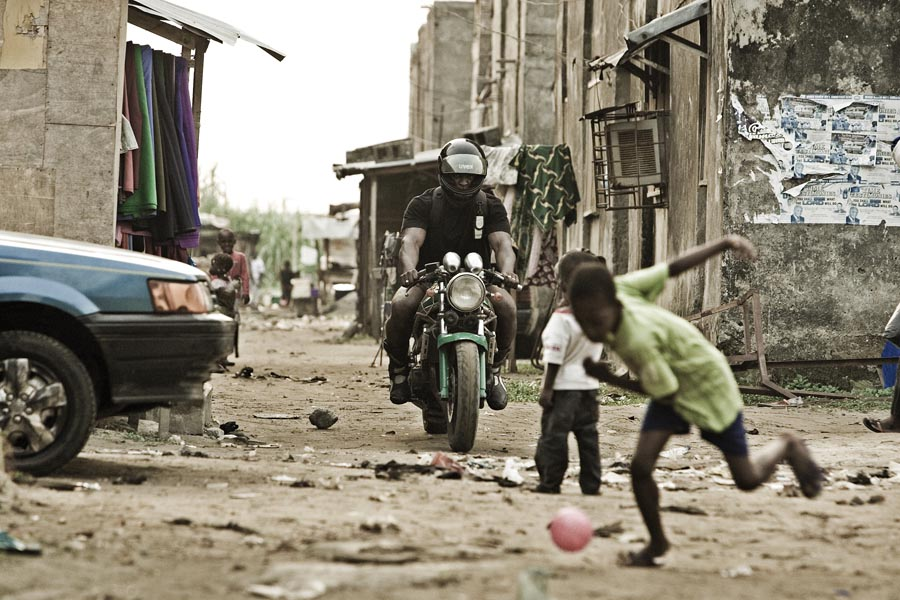
Lagos má jednu z nejživějších scén nočního života v Africe a „Members Only“ nabízí vzácný přístup do nočního světa vyhazovače nočního klubu Lagos. Autor sleduje jednoho vyhazovače od jeho každodenního tříhodinového cvičení až po noční směny a nabízí syrový a neochvějný vhled do života mimo klub, do kterého se většina lidí snaží dostat.
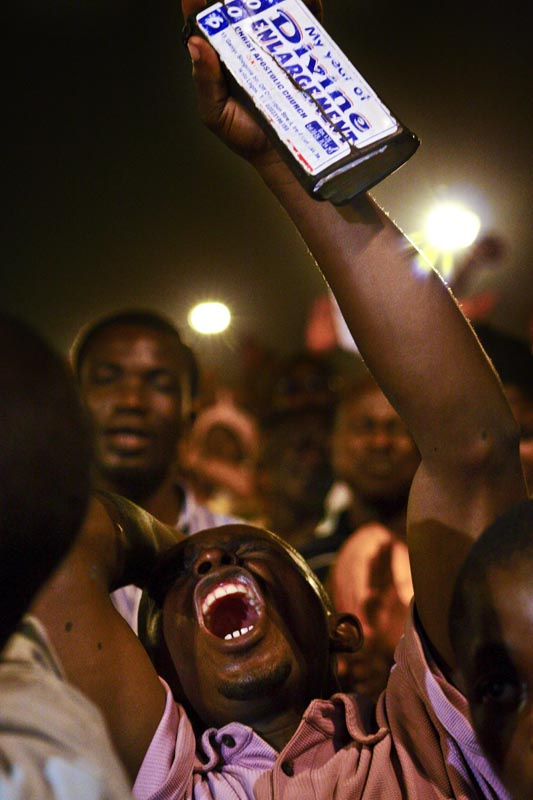
Bůh je srdcem života v Nigérii a Esiebo dokumentuje velká shromáždění zvaná křížové výpravy, které se konají po celé zemi, kde se shromažďuje obrovský dav, aby zažehl svou víru a hledal duchovní řešení svých různých problémů.
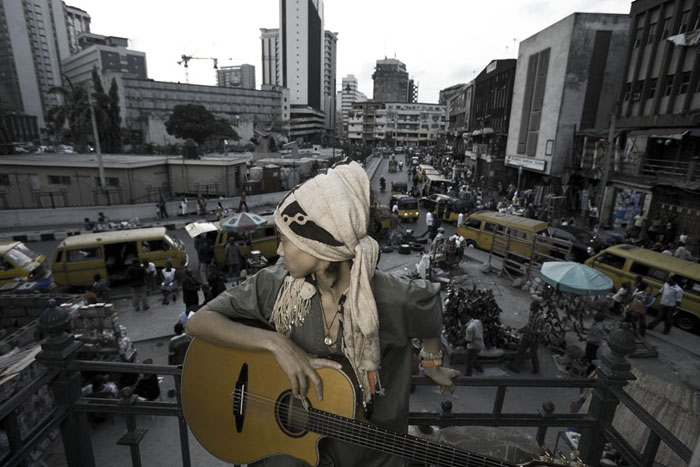
Focení pro časopis Soundcity Magazine s nigerijským hudebníkem Nnekou, jehož společensky uvědomělá hudba se střetává s R&B / hip-hopovou hudbou, která je v současné Africe velmi populární.

## Multimédia / film
V roce 2007 získal Esiebo cenu Cultures France (nyní Institut Francais) Visa pour la Creation Award a začal objevovat další cesty fotožurnalistiky se svým prvním videem a multimediálním dílem s názvem „Living Queer African“, které vyzdvihuje život mladého gaye Kamerunce žijícího v Paříži..
V roce 2011 Esiebo vydal další multimediální film s názvem Barbara Encounter. Film je o sexuální pracovnici z Lusaky v Zambii. Film vypráví o životě jedné z mnoha žen v Zambii, které pracují na ulici, aby zajistily lepší život svým rodinám. Esiebo vypráví jejich životní příběh prostřednictvím synopse intimních portrétů, které zachycují život ženy na ulici i mimo ni, aby poskytly ucelenější přístup k životům zambijských prostitutek.
V roce 2013 Esiebo prohloubil svou multimediální kariéru ve své práci na Enlarging the Kingdom , což je dokumentární film ve spolupráci s Annalisou Bulttucci. Dokument se zabývá vlivem afrických letničních v Itálii, který byl promítán 23. dubna 2013 spolu s panelovou diskusí. Rozšíření království zkoumá setkání, interakce a konflikty mezi katolicismem a africkým pentekostalismem prostřednictvím konverzace nigerijských a ghanských pastorů a katolických kněží. Dokument se zabývá jejich různorodým chápáním zlých sil, autorizovaných a neoprávněných forem vztahu k Božství, vytvářením idolů a ikon a náboženského vedení a autority, aby nabídl vhled do výzev afrických letničních v Itálii a na roli letničních. Kostely pro komunity afrických přistěhovalců.
Další projekty obsahují společné dílo s Annalisou Butticci a Crazy World Crazy Faith.